# Famille de Coehorn
 (octobre 2024).
La famille de Coehorn, Cœhorn, Coëhorn, van Coehoorn ou Cohorn, est une famille noble suédoise.

## Historique
Elle fait remonter ses origines à Éric Cohorn, un des courtisans du roi de Suède Olaf II et aurait reçu le baptême en même temps que lui en 1012. La généalogie est à peu près établie à partir de Éric-Christian Coehorn, marié à Marguerite Broderson, qui a assisté aux États tenus à Stockholm en 1300. De ce tronc suédois sont sortis plusieurs branches. Une branche établie dans le Comtat Venaissin à partir de Pierre de Cohorn. Une autre branche s'est établie aux Pays-Bas d'où est sortie une autre branche qui s'est installée en Alsace. Des familles alliées à la famille de Coehorn ou Cohorn ont ajouté ce nom au leur : famille de Girard de Mielet de Coehorn ou van Coehoorn, famille de Seguins-Cohorn de Vassieux.

## Filiation
- Éric-Christian Coehorn
  - Frédéric-Toussaint Coehorn, conseiller au Conseil royal des finances de Suède,
    - Toussaint Coehorn, général de la cavalerie suédoise, citoyen d'Uppsala en 1400,, marié à Yolande Munck,
      - Christian-Frédéric Coehorn, gouverneur d'Uppsala en 1443, marié à Suzanne Folkingen,
        - Jean-Frédéric Coehorn, nommé gouverneur de Linköping en 1473,
          - Éral Coehorn, gentilhomme de la chambre du roi de Suède Jean II, marié en 1518 avec Madeleine Schonstrom
            - Jean-Christian Coehorn, marié en 1560 avec Anne Bielk,
              - Frédéric-Charles Coehorn, filleul du roi de Suède Charles IX, membre du conseil privé du roi Gustave II Adolphe en 1621, marié en premières noces avec Anne Brunck, et en secondes noces avec N. Axel-Koupren
                - Éric-Charles Coehorn, cornette des Trabans de la garde royale suédoise, marié en 1638 Éléonore Ugle,
                  - Pierre Coehorn,
                    - plusieurs fils qui ont continué la branche suédoise,
                    - Menno Coehorn est venu combattre aux Pays-Bas auprès de son oncle Menno-Charles Coehorn,
                      - Conrad Coehorn, en hollandais Coenraad Gideon van Coehoorn (Maastricht, 1702-1747, Willemstad), major d'infanterie, gouverneur de Willemstad, marié à Alida Maria Wierts (1709-1759),
                        - Jean-Jacques Coehorn, qui a fondé la branche alsacienne, né à Maastricht en 1734, a d'abord servi dans l'armée hollandaise, puis est passé au service de la France, a servi pendant la guerre de Sept Ans comme officier dans la légion de Condé, il est ensuite placé dans le régiment d'Alsace infanterie où il se lie avec son colonel,  Maximilien Joseph de Bavière, prince de Deux-Ponts, le futur roi de Bavière Maximilien Ier. Il a terminé au grade de mestre de camp. Il s'est marié en premières noces en Hollande dont il a eu un fils Gédéon, mort à Quiberon, et en secondes noces avec N. Lang dont il a eu :
                          - Louis-Jacques baron de Coehorn, né à Strasbourg en 1771, mort des suites de ses blessures de la bataille de Leipzig, le 29 octobre 1813. Général, baron de l'Empire en 1808,
                            - Eugène Louis de Coëhorn (1801-1881), député du Bas-Rhin.

                        - Aldegonde-Petronella de Coehorn, en néerlandais Aldegonda Petronella van Coehoorn (Maastricht, 1737-Deurne, 1819), mariée en 1761 avec Victor François de Girard de Mielet (Château de la Motte,1732-Deurne, 1811), seigneur de La Rouvière, de la Motte et Mielet (Lozère)[2],[3],[4], réfugié aux Pays-Bas pour cause de religion, officier au service de la République néerlandaise, fonde la branche de Girard de Mielet de Coehorn ou van Coehoorn,
                          - Louis-François de Girard de Mielet de Coehorn, en néerlandais Lodewijk Frans de Miellet van Coehoorn (Asten, North Brabant, 1769-Paris, 1827), baron, marié en premières noces à Amsterdam, en 1790, avec Anna Visser (Amsterdam, 1765-Abcoude-Proostdij, 1822), en secondes noces à Londres en 1802 avec Jeannette-Emilie de Paravicini (1770-1855), commandant du Suriname,
                            - Jean-Philippe de Girard de Mielet de Coehorn (Amsterdam, 1794-Sint-Oedenrode, 1872), en néerlandais Johan Philips baron de Girard de Mielet van Coehoorn, lieutenant-colonel au service des Pays-Bas, commandant la colonie du Suriname, marié en 1821 avec Elisabeth Whilelmina de Bye (1796-1865), général major aide-de-camps du roi Guillaume II, militaire il participe au siège de Naarden en 1813, ami du roi Guillaume II il escorte Anna Pavlovna de Russie depuis la Russie vers les Pays-Bas,
                              - Menno Louis Victor de Girard de Mielet van Coehoorn (Namur, 1822-Utrecht, 1878), colonel d'artillerie, marié à Jeanette Op ten Noort,
                                - Menno HPAR baron de Girard de Mielet van Coehoorn (1853-1911), chambellan en service extraordinaire à la cour, il n'a que trois filles, après sa mort le titre de baron est passé à son cousin Aimery Raymond,

                              - Pierre Jacob de Girard de Mielet van Coehoorn (1824-1871), capitaine de vaisseau, marié en 1850 avec Antonia Op ten Noort, il achète en 1850 le château Henkenshage à Sint-Oedenrode, un musée y a été ouvert en 1986,
                                - Aimery Raymond baron de Girard de Mielet van Coehoorn (1854-1926), en néerlandais Aijmerij Raijmond Philippe Victor de Girard de Mielet van Coehoorn, bourgmestre de Made en Drimmelen,
                                  - Aimery Menno Jacques baron de Girard de Mielet van Coehoorn (1896-1944), marié en 1922 en secondes noces avec Elisabeth Antonia Radersma (1895-1945)[5],
                                    - Aimery Menno Jan baron de Girard de Mielet van Coehoorn

                              - Charles Marie de Girard de Mielet van Coehoorn (1825-1907), inspecteur des finances,

                          - Menno Gedeon de Girard de Mielet de Coehorn, en néerlandais Menno Gideon de Girard de Mielet van Coehoorn (Aste, 1771-1804)

                  - Menno-Charles Coehorn, Menno van Coehoorn, (1641-1704) qui est l'auteur de la branche hollandaise, grand-maître de l'artillerie et lieutenant-général de l'armée des Pays-Bas, surnommé le Vauban hollandais,
                    - Charles-Goswin-Théodore van Coehoorn, baron Coehoorn, grand-bailli de la ville et du comté de Leerdam, député de la Frise aux États généraux, sans descendance mâle,
                    - Henri-Casimir van Coehoorn, lieutenant-colonel de l'armée des Pays-Bas, sans descendance mâle, cette branche s'est continuée dans la famille de Girard de Coehorn,

      - Pierre Coehorn ou Pierre de Cohorn, général suédois, venu se réfugier à Avignon et auteur de la branche du Comtat Venaissin, fait son testament le 10 janvier 1479,
        - Jean de Cohorn marié à Mazan en 1475 à Agnès de Rhotis,
          - Pierre II de Cohorn, marié en 1520 à Jeanne de Fresnes (ou Fraxinis),
            - Antoine de Cohorn, mort en 1578, citoyen de Carpentras, marié en premières noces à Françoise de Serres, marié en secondes noces à Avignon en 1562 à Hélène de Gardane, fait son testament en 1574
            - Madeleine de Cohorn, du premier mariage,
            - Victoire de Cohorn,
            - Toussaint de Cohorn, du second mariage, secrétaire et greffier en chef de la Chambre apostolique du Comtat Venaissin siégeant à Carpentras, marié en 1579 avec Sibile Neveu, fait son testament en 1562,
              - Claude de Cohorn (mort en 1652), pourvu du même office que son père, marié en 1617 avec Hélène Siffredi,
                - Gabriel de Cohorn, sieur de Limon au terroir de Mazan, capitaine de la Compagnie des chevaux-légers de la garde du roi, marié en 1669 avec Françoise de l'Église, fait son testament en 1709,
                  - François de Cohorn (mort en 1729), sieur de Limon et du Mas-Blanc, officier dans la compagnie des gentilhommes cadets de Strasbourg, puis capitaine au régiment d'Angoumois, marié en 1699 avec Marie-Anne de Cambi, fille de Charles de Cambis, marquis d'Orsan
                    - Gabriel-François de Cohorn , sieur de Limon et du Mas-Blanc, puis baron et seigneur de Monguers, lieutenant au régiment de Quercy, puis gentilhomme et lieutenant des Gardes de Monsieur le comte de Charolais, marié en 1714 avec Jeanne-Marie-Françoise de Cohorn, fille de Thomas II de Cohorn de la Palun, sieur de la Palun,
                      - François-Gabriel-Joseph-Marie-Jean-de-la-Croix de Cohorn de la Palun (1725- ), dit le comte de la Palun, a fait ses preuves de noblesse en 1739 pour devenir page de la reine en 1740, capitaine au régiment de Conti cavalerie en 1743. Il est avec son frère, dit l'abbé de la Palun, le dernier représentant de ce rameau,
                      - Louis-François de Cohorn de Limon (1726- ), dit l'abbé de la Palun, prieur-commendataire de Saint-Bauzille-lès-Nîmes.

                    - Jean-Charles-Thomas de Cohorn, dit le chevalier de Limon, lieutenant au régiment de Quercy, blessé à la bataille de Guastalla,

                  - Joseph-Benoît de Cohorn, héritier de son père et de son frère,
                  - Alexis-Grégoire de Cohorn, religieux

                - François de Cohorn, mort sans alliance,
                - Lucrèce de Cohorn,

              - François de Cohorn, chanoine de l'église Saint-Barnard de Romans en 1608,
              - Marguerite de Cohorn
              - Jeanne de Cohorn, religieuse ursuline,

            - Étienne de Cohorn, capitaine au régiment de Flassans, reçu en 1596 ordre du roi Henri IV d'augmenter sa compagnie. Il quitte l'armée et se fait capucin.
            - Thomas de Cohorn , du second mariage, tige de la branche de la Palun, nommé en 1622 Vice-recteur perpétuel du Comtat Venaissin par un bref du pape Grégoire XV, marié en premières noces en 1600 avec Jeanne d'Ollon, en deuxièmes noces en 1618 avec Marguerite Bernardi de Sigoyer, en troisièmes noces en 1647 avec Louise de Thomassis, nièce de l'évêque de Carpentras Paolo Sadoleto,
              - Pierre de Cohorn d'Ollon (mort en 1626), de son premier mariage, mort sans alliance,
              - Sibile de Cohorn, mariée à Antoine Tonduti à Avignon,
              - Anne de Cohorn, première femme de Jean-Baptiste d'Inguimbert à Carpentras,
              - Jeanne de Cohorn, religieuse ursuline,
              - Paul-Joachim de Cohorn, de son deuxième mariage, sieur de Saint-Jacques, marié à Blanche Morandi, sans postérité, fut député par l'assemblée des États du Comtat Venaissin vers le pape Innocent XII en 1693,
              - Ignace de Cohorn (mort en 1680), sieur de la Palun, marié en 1652 avec Victoire Morandi, sœur de Blanche Morandi mariée avec son frère, fait son testament en 1680,
                - Thomas II de Cohorn de la Palun, marié en 1690 avec Marie-Dauphine de Thomassis,
                  - Joseph-Joachim-Thomas de Cohorn de la Palun (mort en 1764), marquis de la Palun, gouverneur de la principauté d'Orange et de Bourbon-l'Archambaud, capitaine de cavalerie au régiment de Bourbon et capitaine des gardes du comte de Charolais, marié en 1735 avec Marie-Louis-Élisabeth Hennequin, veuve de Joseph Trudaine, n'a eu qu'une fille, Marie-Louise-Joséphine de Cohorn de la Palun (1736-1738),
                  - Jeanne-Marie-Françoise de Cohorn, mariée en 1724 avec Gabriel-François de Cohorn, sieur de Limon, son cousin,
                  - Deux sœurs religieuses carmélites à Carpentras,

                - Joseph-Louis de Cohorn de la Palun (1670-1748), évêque de Vaison en 1724,
                - Joachim de Cohorn, sieur de Préville, garde du pavillon de la marine à Toulon, sans alliance,
                - Louise-Victoire de Cohorn,
                - Marie de Cohorn

              - Joseph de Cohorn (Carpentras, 1634-Carpentras, 1715), a servi dans les gardes du cardinal Mazarin, puis dans la seconde compagnie des mousquetaires du roi avant de passer dans le service de la marine, enseigne, lieutenant puis capitaine de vaisseau de ligne. Il est remarqué dans son combat devant Messine en 1675 qui lui a valu une gratification du roi de 10 000 livre. Marié en 1675 avec Élisabeth de Chauffande,
                - Louis-Alexandre de Cohorn de la Palun (1684-1756), baron de la Palun, marié en 1724 avec Jeanne-Lucrèce de Silvecane de Camaret (1695-1763), a commencé comme garde de la marine à Toulon, mais sa mauvaise santé l'a obligé à s'arrêter,
                  - Joseph Bernard de Cohorn de la Palun (1726-1748), garde de la marine, tué au cours d'un duel à Rochefort,
                  - Crépin Ignace Alexandre baron de Cohorn de la Palun (Carpentras, 1732-1816), brigadier des armées navales, Gouverneur de Villeneuve et du Fort Saint André, marié en 1772 Anne Marie Dupont,
                    - Félicité-Flavie-Louise-Marie-Henriette de Cohorn de la Palun (1783- ), mariée en 1803 avec Alexandre-Joseph, comte de Seguins, marquis de Vassieux,
                      - Auguste-Edmond de Seguins-Cohorn de Vassieux (1809-1897), marquis de Vassieux, marié en 1838 avec Charlotte de Froment de Castille-Rohan (1822-1895), héritière du Château de Castille,
                        - Émile Louis Auguste de Seguins-Cohorn de Vassieux (Carpentras, 1841- ), marquis de Vassieux, maire d'Argilliers,
                        - Alexandre de Seguins-Cohorn de Vassieux (1853-1897), comte de Vassieux

                  - Madeleine-Élisabeth-Flavie de Cohorn de la Palun, reçue à Saint-Cyr en 1739, mariée en 1752 avec Louis, vicomte de Noé, gouverneur-maire de la ville de Bordeaux et chambellan du duc d'Orléans, maréchal de camp en 1770,
                    - Charles-Louis de Noé (1754- ), sans descendance,

                  - Marie Henriette Siffrède de Cohorn de la Palun (Carpentras, 1730-1815), chanoinesse au chapitre d'Alix en 1769,
                  - Gabrielle Félicité de Cohorn de la Palun (Carpentras, 1734-1821), chanoinesse au chapitre d'Alix en 1769,

                - Charles de Cohorn, sieur de La Tour, marié en 1716 avec Marie-Anne Salvatoris, n'a eu qu'une fille Anne-Marie de Cohorn reçue à la communauté des filles de Saint-Cyr,
                - Louis de Cohorn, dit l'abbé de Cohorn,
                - une fille religieuse bernardine à l'abbaye de Sion, à Marseille,
                - une fille religieuse bernardine à l'abbaye de la Madeleine, à Carpentras,
                - Agathe de Cohorn, sans alliance,

              - Françoise de Cohorn, abbesse à l'abbaye de la Madeleine à Carpentras en 1661,

            - Jeanne de Cohorn
            - Françoise de Cohorn
            - Marie de Cohorn

          - Guillaume de Cohorn, frère de Pierre II de Cohorn, marié en 1523 avec Catherine Joanis, fait son testament en 1533,
            - Pierre de Cohorn, procureur du roi au diocèse de Carpentras, marié en 1543 avec Angélis de Joannis, fait son testament en 1570,
              - Antoine de Cohorn, marié en premières noces en 1569 avec Françoise Mellian, veuve de François Meilloret, en secondes noces en 1573 avec Louise d'Alfont veuve de Claude des Marez, fait son testament en 1585,
                - François-de-Paule de Cohorn, secrétaire et greffier en chef de la Chambre apostolique du Comtat Venaissin, marié en 1638 avec Catherine de Serres, fait son testament en 1664,
                  - Pierre-François de Cohorn,
                  - Joseph-Philippe-de-Neri de Cohorne, secrétaire de la Chambre apostolique du Comtat Venaissin, marié à Marguerite de Rame, fait son testament en 1697,
                    - François-de-Paule II de Cohorn, secrétaire de la Chambre apostolique du Comtat Venaissin,
                    - Jean-Pierre de Cohorn, chanoine de la cathédrale de Carpentras,

                  - Anne-Marie de Cohorn,
                  - Victoire de Cohorn,
                  - Thérèse de Cohorn,
                  - Françoise de Cohorn,
                  - Catherine de Cohorn,
                  - Claire de Cohorn,

              - André de Cohorn, marié en 1615 avec Florimonde d'Ortingue,

            - Poncet de Cohorn, marié en 1569 avec Claudine de Salezin,

          - Madeleine de Cohorn

      - Jean Coehorn, chanoine d'Uppsala.

## Pour approfondir